# William Thompson
William Thompson (Cork, 1775 - Rosscarbery, condado de Cork),( 28 de marzo de 1833) fue un político, economista, filósofo y reformador social irlandés, promotor y socio del movimiento cooperativo inglés, cuyas concepciones influyeron en los organizadores de los sindicatos de trabajadores y en Karl Marx.

## Vida
Era hijo de uno de los comerciante más prósperos de Cork, Alderman John Thompson, quien fue además alcalde de la ciudad en 1794. William heredó de él en 1814 una finca cerca de Glandore, al occidente de Cork y en vez de aceptar el papel de rentista ausentista, compartió su tiempo con los arrendatarios e invirtió en innovaciones agrícolas, servicios y educación para los niños, tratando de buscar el mejoramiento de la calidad de vida de las familias.
Afectado por problemas de salud desde temprana edad, Thompson se convirtió desde la adolescencia en abstemio y vegetariano. Su muerte fue causada por una afección pulmonar.

Fue miembro esporádico de la Sociedad Lunar.

## Ideas
Estudió con entusiasmo a los escritores del Siglo de las Luces, en especial a Condorcet, y se inspiró en las ideas de igualdad y democracia de la Revolución francesa, lo cual le ganó el calificativo de "Republicano Rojo". 
Thompson simpatizaba con el utilitarismo de Jeremy Bentham, con quien estableció amistad, visitando su casa en 1821 y 1822. Mantuvo correspondencia con David Ricardo, quien influenció notoriamente su pensamiento y escritos. Polemizó en cambio con William Godwin y con las que consideraba "especulaciones mecánicas" de Thomas Malthus. Propuso el concepto de Ciencia Social para sintetizar la combinación de los conocimientos de la Economía Política con el materialismo científico y las concepciones del utilitarismo con una moral racional.

### Contribución a la economía política
La polémica con Godwin y Malthus llevó a Thompson a Londres, para realizar una investigación sobre el papel de la distribución en la economía política, publicada en 1824 como Una investigación acerca de los Principios de la Distribución de la Riqueza. Así como a David Ricardo, Thompson había estudiado las obras de los utopistas franceses Charles Fourier, Henri de Saint-Simon y del economista Sismondi.
Thompson defendió la teoría del valor-trabajo propuesta por Ricardo en los Principios de Economía Política. Sin embargo, él caracterizó como explotación, la apropiación de la parte del león de la plusvalía por el capitalista. Rechazó la tesis de Malthus y Ricardo según la cual cualquier aumento de los salarios de los trabajadores sólo puede resultar en su miseria posterior, y enfatizó en la naturaleza interesada de esta teoría en favor de los empresarios que reclamaban una legislación que proscribiera los esfuerzos de los trabajadores para elevar sus salarios. Aplicando el principio utilitarista de "el mayor bien para el mayor número" a los esquemas alternativos existentes y posibles de distribución, Thompson abogó por una distribución igualitaria del producto.
Uno de sus compañeros en el movimiento cooperativo, John Minter Morgan, observó que Thompson fue el primero en acuñar el término "competitivo" para describir el sistema económico existente. La originalidad de esta obra es ampliamente tratada por Max Nettlau, quien declara que "El libro [de Thompson], sin embargo, revela su propia evolución; habiendo comenzado con reivindicar todo el producto del trabajo, así como la regulación de la distribución, finaliza con su propia conversión al comunismo, que se desprende de la ilimitada distribución."
En 1827 otro socialista ricardiano, Thomas Hodgskin, publicó El Trabajo Defendido el cual también caracteriza la apropiación de la parte del león de los frutos del trabajo mediante la explotación de los terratenientes y capitalistas, que defraudan a los trabajadores del producto de su trabajo. Sin embargo, Hodgskin proponía como camino hacia la justicia económica para los trabajadores, la reforma del sistema competitivo. Thompson contestó esta propuesta con Trabajo Premiado defendiendo el comunismo cooperativista como camino alternativo.

### Feminismo
Thompson criticó la situación de la mujer en la sociedad de su época y conjuntamente con su compañera, Anna Doyle Wheeler, fue autor de La Demanda de la Mitad de la Raza Humana, las Mujeres, cuya redacción iniciaron en respuesta contra un llamamiento a votar únicamente por hombres. Esta obra ha sido traducida al castellano. Por otra parte, a pesar de rechazar las tesis de Malthus sobre la población, Thompson defendió los eventuales beneficios de los métodos anticonceptivos.

## Influencia en el movimiento cooperativo

### Debate con Robert Owen
Thompson y en general el movimiento cooperativo tienden a ser identificados con el rótulo de "owenismo", pero ello es inexacto. En efecto, aunque sus escritos y los experimentos en New Lanark ayudaron al conjunto del movimiento cooperativo, muchos, Thompson incluido, fueron críticos de las tendencias autocritarias de Owen. Thompson, además, desconfiaba del coqueteo de Owen con ricos y poderosos patrones y consideraba que los ricos, en tanto clase, nunca podrían estar realmente a favor de cualquier proyecto de emancipación para los trabajadores pobres, pues amenazaría sus privilegios. También expuso que era necesario que los trabajadores, en cualquier comunidad cooperativa, tuvieran seguridad eventual de la propiedad comunitaria. Se ganó gran número de seguidores de estas concepciones en el movimiento cooperativo, y fue para distinguir a estos de los seguidores de Owen que se les asignó el rótulo de "socialistas" o "comunistas"

## Influencia sobre Karl Marx
Karl Marx había recorrido la obra de Thompson en una visita a Mánchester en 1845 y cita pasajes suyos en Miseria de la Filosofía (1847) y también en El Capital. Sidney y Beatrice Webb llegan a caracterizar a Marx como "el discípulo ilustre" de Thompson y Hodskin, punto de vista que encontró eco en Harold Laski y otros historiadores del socialismo. Uno de ellos, Anton Menger, fue el creador de la categoría "socialistas ricardianos", en la que quedan incluidos, además de Thompson, Thomas Hodgskin, John Grey, Piercy Ravenstone y John Francis Bray, todos los que Marx denominó "la reacción proletaria basada en Ricardo". Sin embargo, es necesario percibir las diferencias entre el comunista Thompson y el socialista de mercado Hodgskin.